# Aimsun Next
Aimsun Next es un software de simulación de tráfico que se utiliza para planificar y evaluar sistemas de transporte. Simula y predice las interacciones entre vehículos, peatones, bicicletas, autobuses y tranvías para que los usuarios puedan realizar evaluaciones de operaciones de tráfico de diferente escala y complejidad y su impacto ambiental.
Es utilizado por Siemens Mobility, por el Departamento de Planeamiento, Transporte e Infraestructura de Australia Meridional, y el Transport for London (TfL).
Aimsun se asoció con el Instituto de Estudios de Transporte de UC Berkeley para crear una arquitectura de código abierto que integra herramientas de microsimulación para administrar sistemas de tráfico a gran escala con una combinación de vehículos autónomos y conducidos por humanos.
Es parte del proyecto llamado LAMBDA-V (Aprendizaje a través de los estilos de conducción AMBient para vehículos autónomos) que está liderado por CloudMade y Trakm8a. El proyecto está financiado por Innovate UK y es un estudio de factibilidad de un año para recopilar datos del comportamiento de conducción para analizar si puede codificarse en un conjunto de reglas para los vehículos autónomos.
También formó parte del consorcio HumanDrive, con Nissan y el Gobierno del Reino Unido.
En 2020 Aimsun lanzó el Aimsun Next Viewer en forma gratuita (a raíz de la pandemia de Coronavirus) para el trabajo a distancia, que permite la verificación remota de los resultados del modelo de simulación.

## Modelos de simulación
El software procesa 4 tipos de modelos de simulación de tráfico:
- modelos microscópicos

- modelos mesoscópicos
- modelos macroscópicos

- modelos híbridos (macro-meso y meso-micro)